# گمینا ژوونگا
گمینا ژوونگا (به لهستانی:  Gmina Żołynia) یک گمینا در لهستان است که در شهرستان وانگتسوت واقع شده‌است. گمینا ژوونگا ۵۶٫۸ کیلومتر مربع مساحت و ۶٬۸۶۰ نفر جمعیت دارد.